# De Ark (Amersfoort)
De Ark is een kerkgebouw aan de Evertsenstraat 75 te Amersfoort.
Het gebouw werd in 1967 in gebruik genomen. Architect was H.J. van Wissen.
Het is een bakstenen gebouw in modernistische stijl, met een lage, onopvallende straatpartij, waarachter een hoger kerkgebouw schuilgaat. De kerk is in gebruik bij de Evangelische Gemeente De Ark.